# Place Hugues-Plomb
La place Hugues-Plomb est une place située en plein cœur de Épernay ; en son centre se dresse la fontaine Legée-Laherte.

## Situation et accès

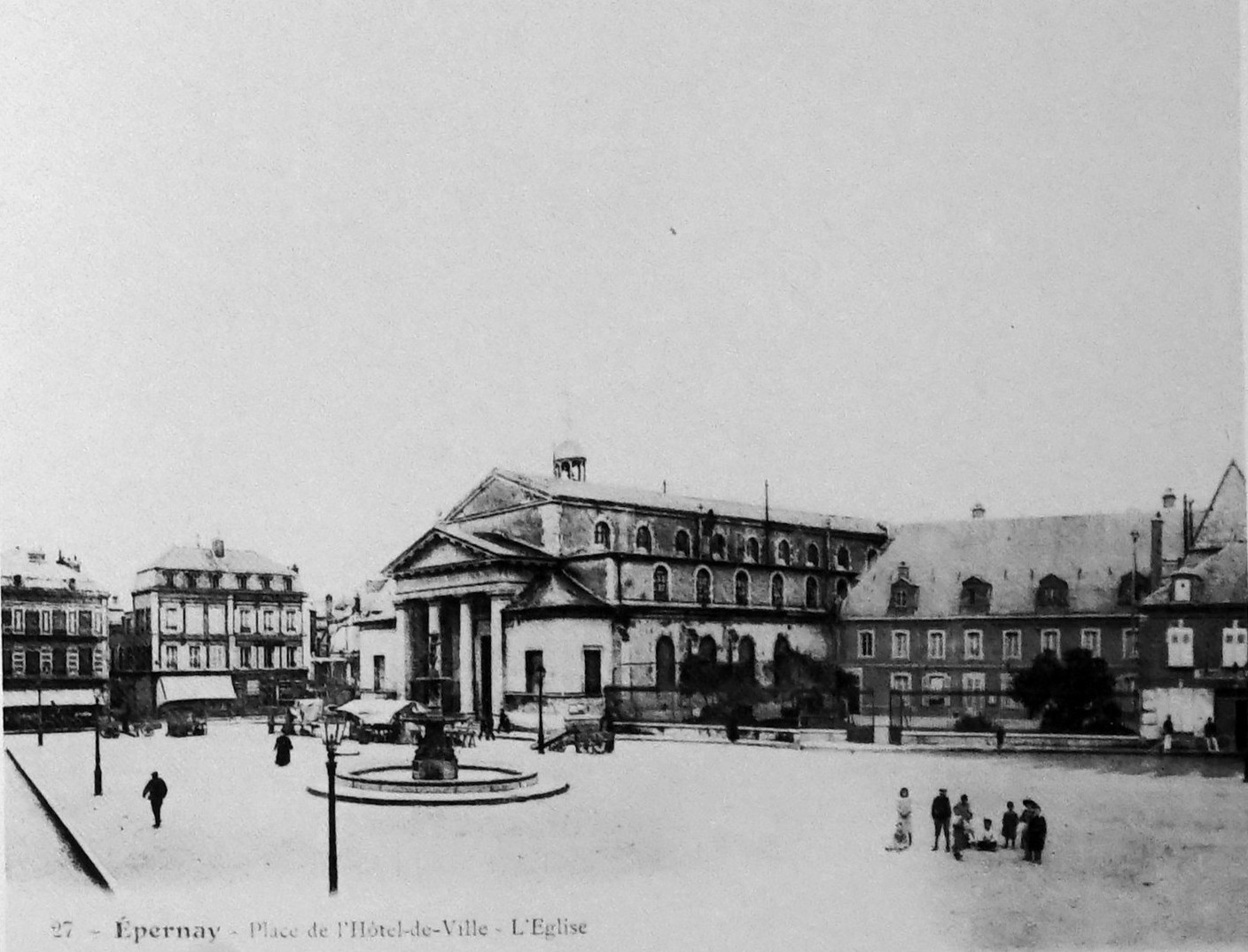
Avant la Grande Guerre.
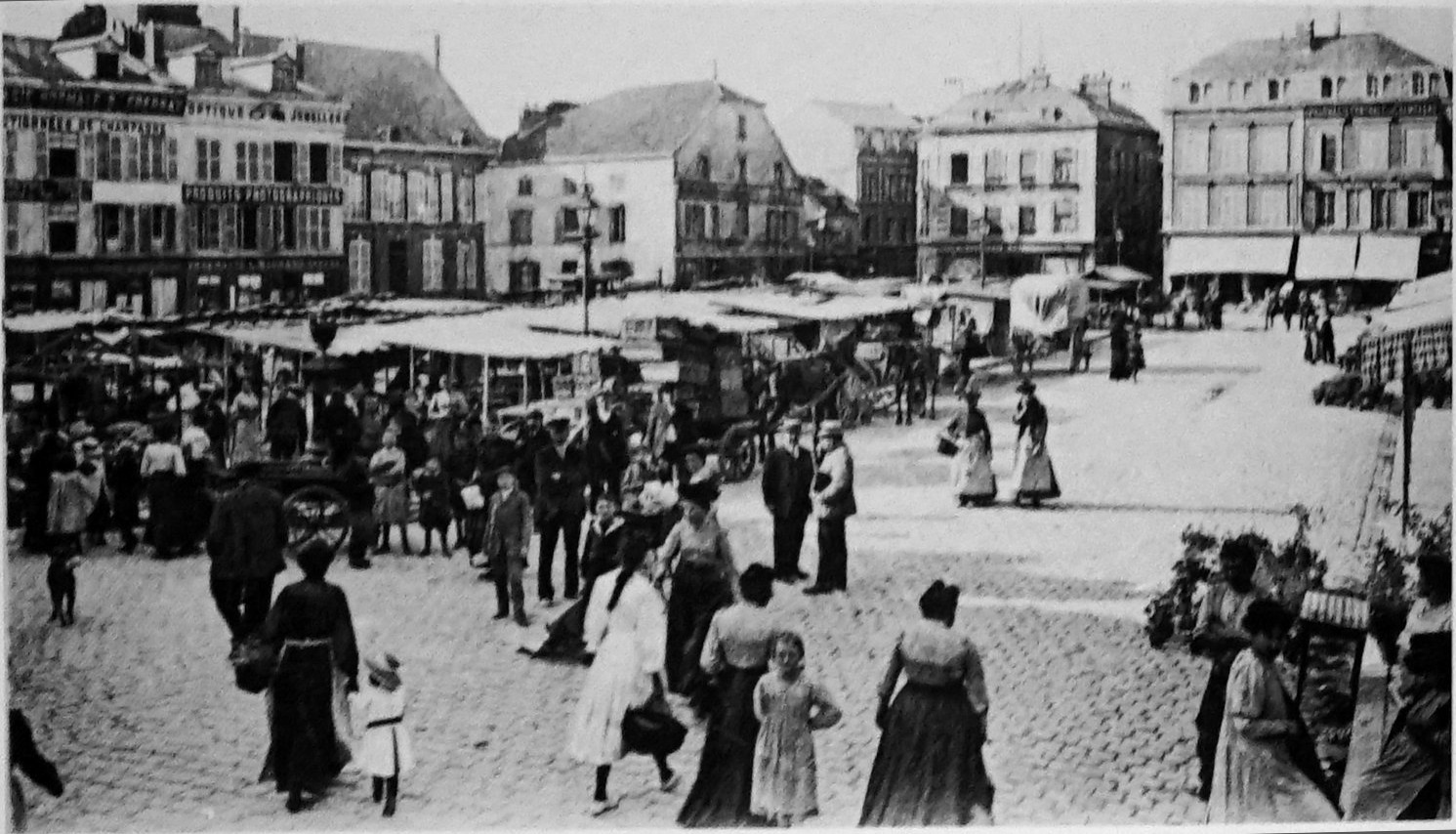
Un jour de marché.
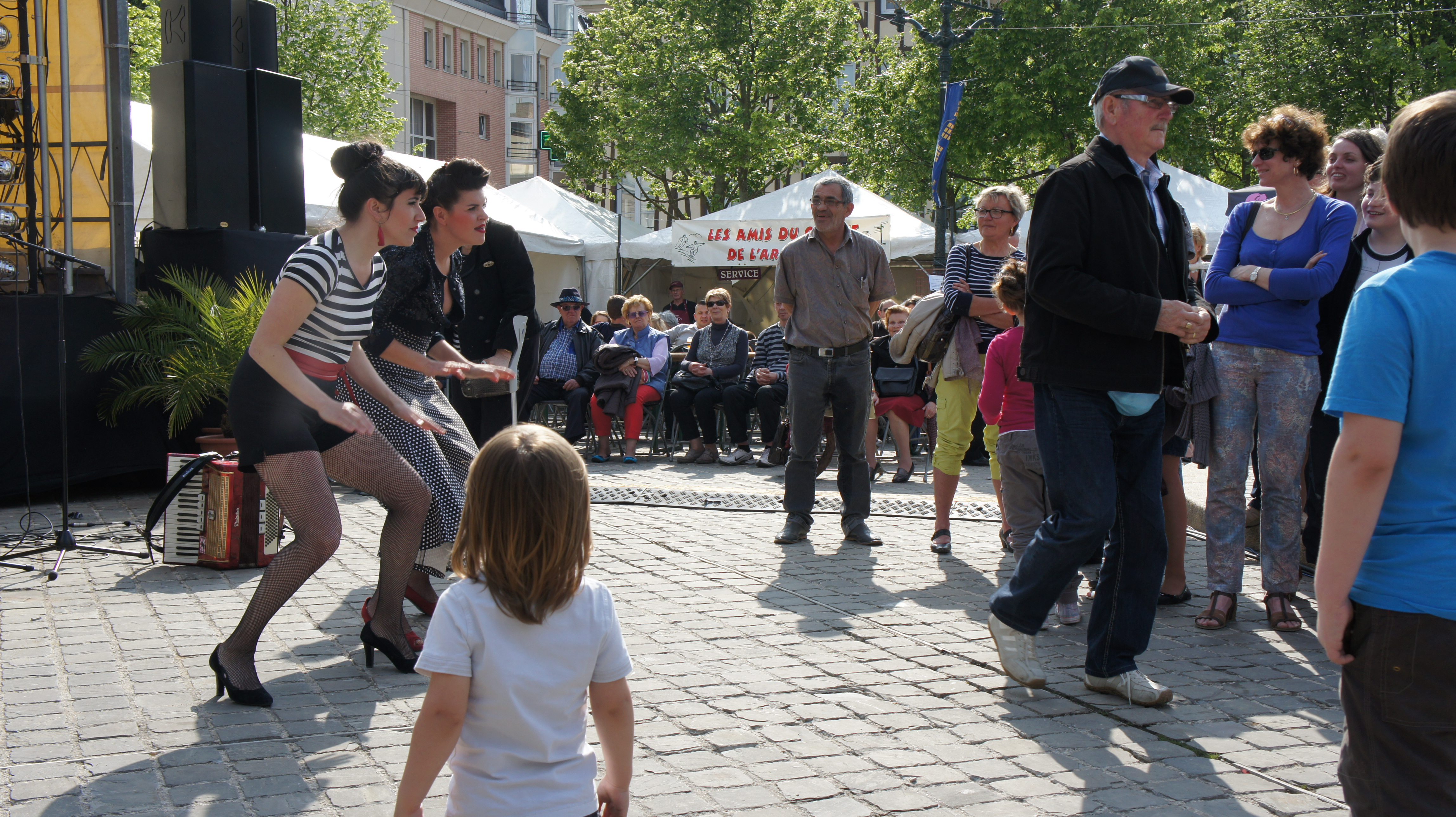
Fête de la bière.

## Origine du nom
Elle doit son nom à Hugues Plomb qui avait offert un million de francs pour l'édification d'un nouvel hôtel de ville et permettait ainsi le réalignement des bords de la place, mais les dégâts de la Grande guerre remirent en cause cette option. La Mairie déménageait dans les bâtiments offerts par M. Auban-Moët. Les locaux de la place furent vendus à la Poste qui fit édifier son bâtiment inauguré en 1923.

## Historique
Elle était une partie des jardins de l'abbaye, qui supprimés en 1790 devint la place de la Liberté. Elle avait en son bord l'église Notre-Dame et la mairie et son poste de police qui utilisaient les anciens locaux de l'abbaye Saint-Martin. Elle fut pavée ne 1844 et, en 1863, M. Legée-Laherte offrait la fontaine.

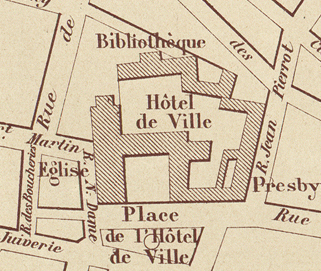
L'église Notre-Dame et la mairie.

## Bâtiments remarquables et lieux de mémoire
Largement remaniée après la Première Guerre mondiale, elle a la Poste et le portail st-Martin et la bibliothèque Simone-Veil.

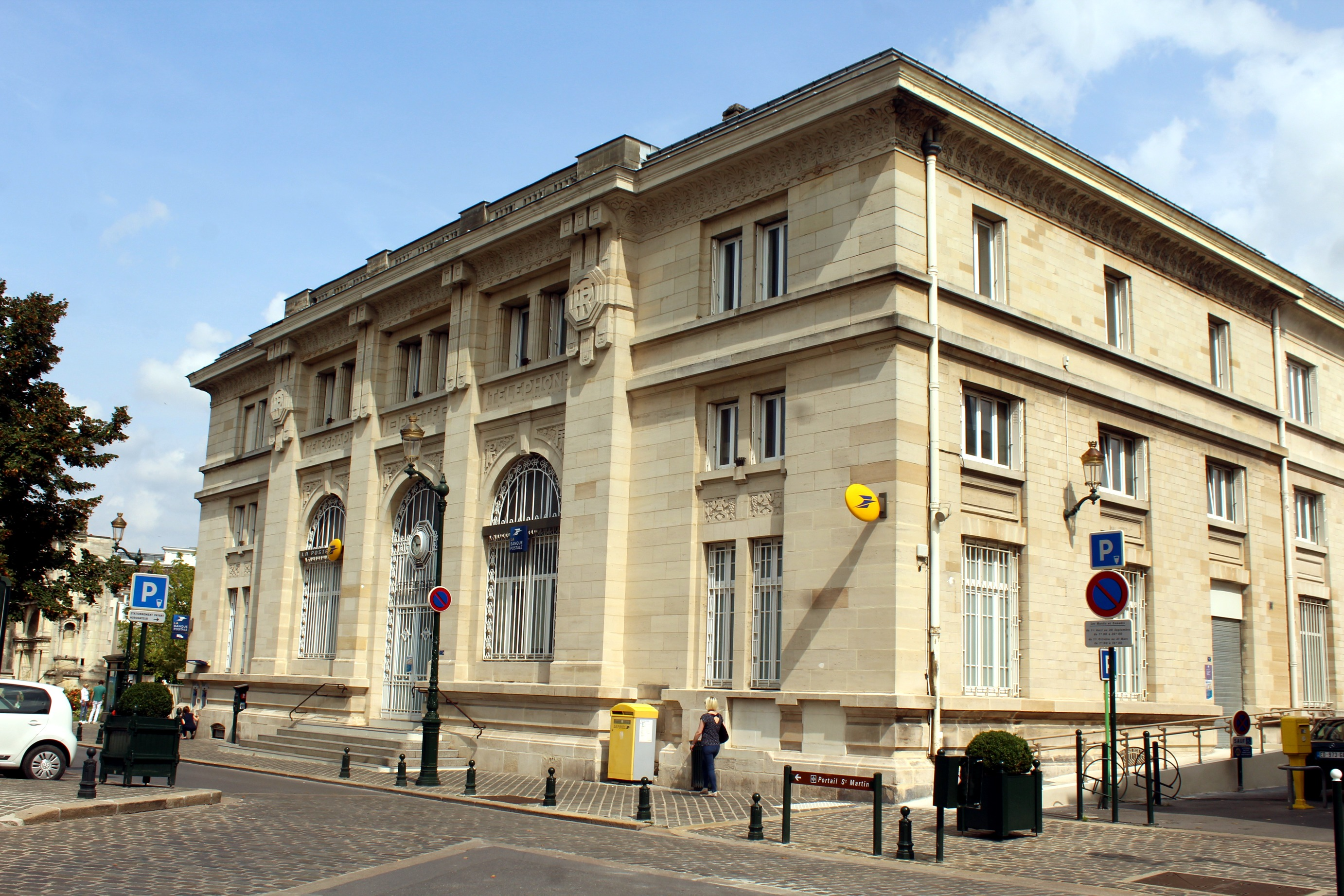
La Poste centrale.
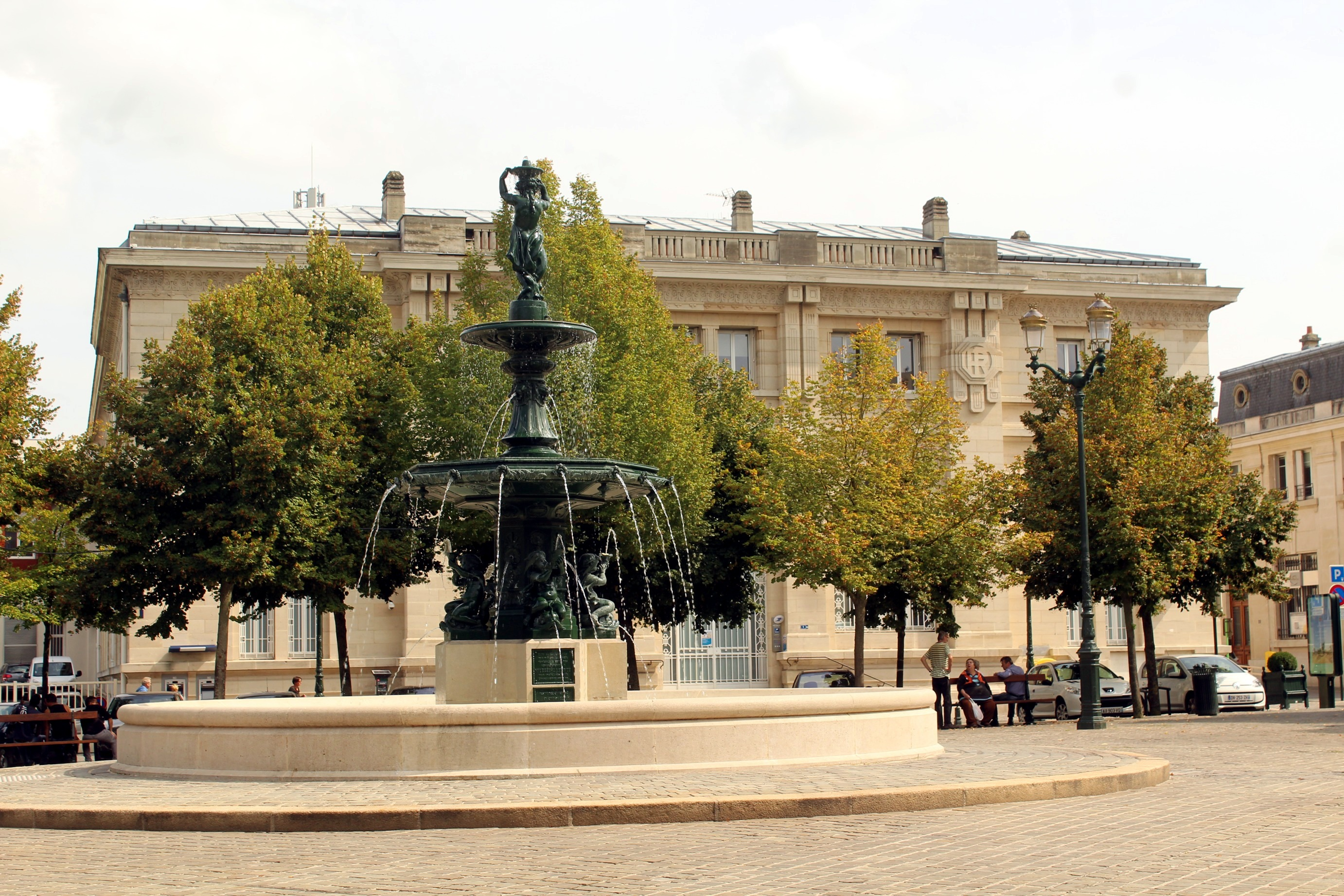
La fontaine Legée-Laherte,
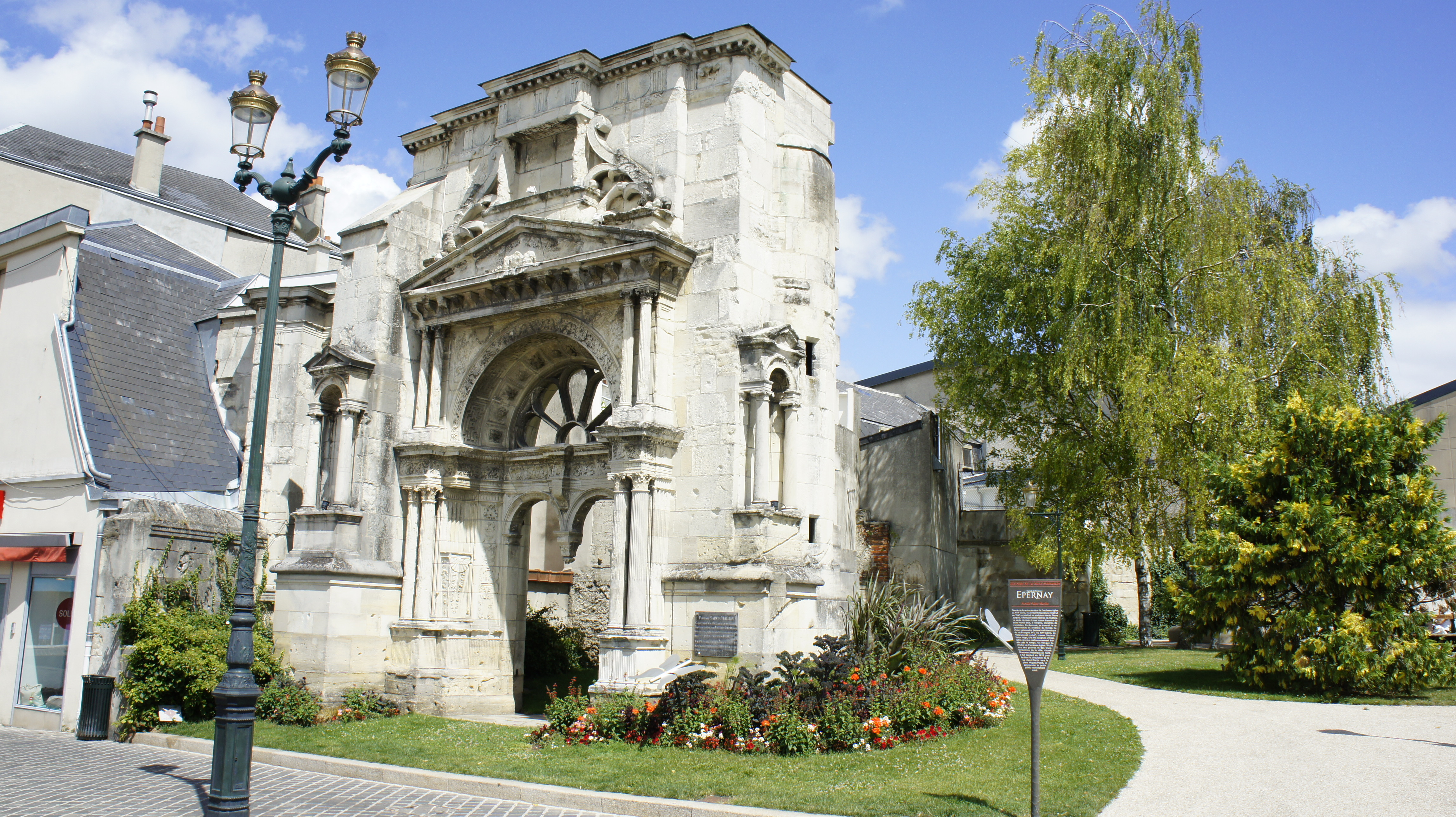
Le portail Saint-Martin d'Épernay,
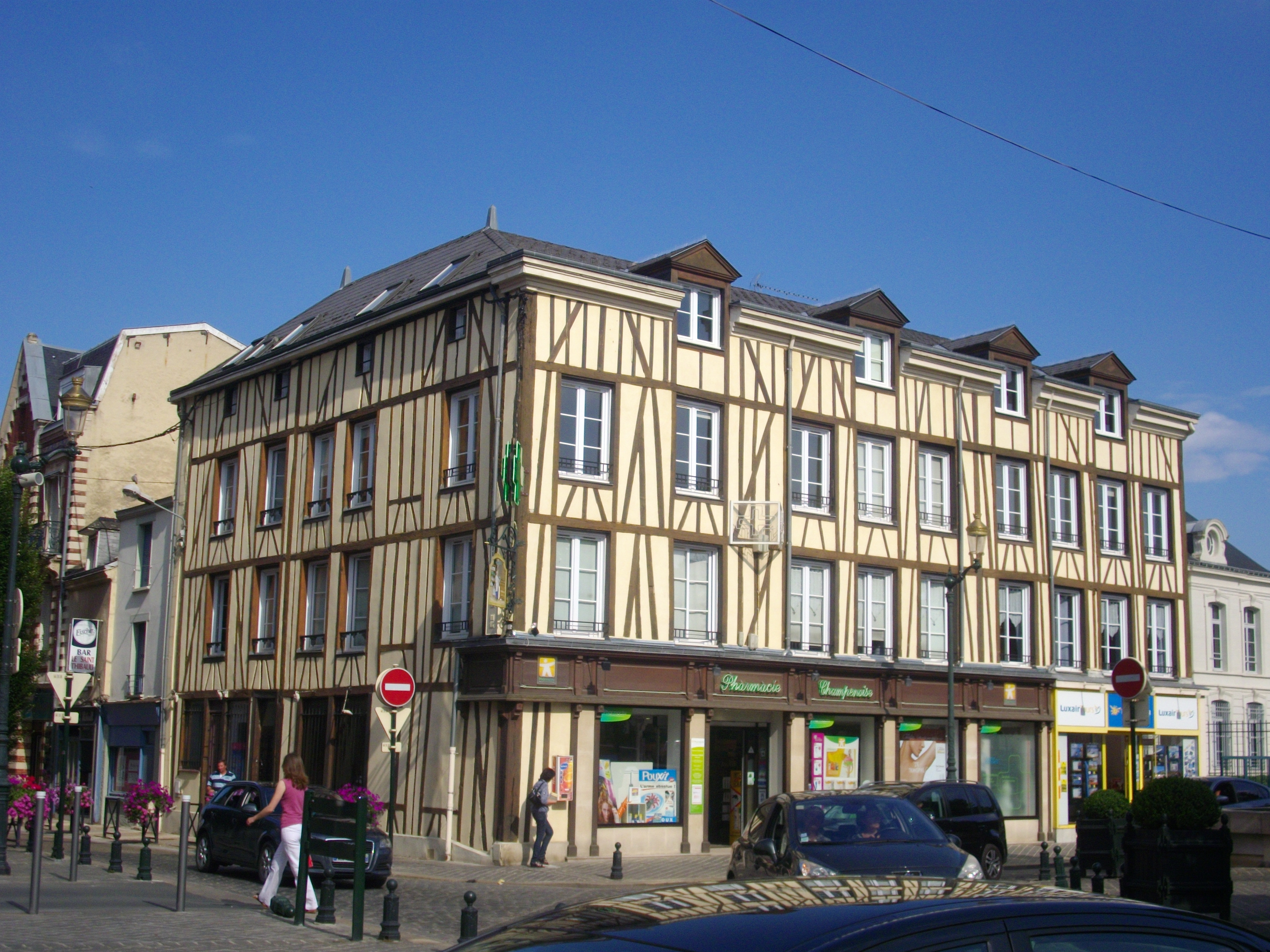
Maison à colombage.